# Demo 04
Demo 04 è la prima uscita discografica dei Fallen pubblicato nel 2004.

## Tracce
1. Now That I Die – 17:48
2. Morphia – 7:02

## Formazione
- Kjetil Ottersen - voce chitarra chitarra Tastiere
- Anders Eek - batteria